# Вільяфафіла
Вільяфафіла (ісп. Villafáfila) — муніципалітет в Іспанії, у складі автономної спільноти Кастилія-і-Леон, у провінції Самора. Населення — 577 осіб (2010).
Муніципалітет розташований на відстані близько 230 км на північний захід від Мадрида, 39 км на північ від Самори.
На території муніципалітету розташовані такі населені пункти: (дані про населення за 2010 рік)
- Отеро-де-Сар'єгос: 3 особи
- Вільяфафіла: 574 особи

## Демографія
Динаміка населення (INE ):